# GU-Racing International
 (juillet 2025).
Motif : Insuffisamment de sources secondaires démontrant le notoriété requise pour un article Cf WP:CAA et WP:NPER
- Archive Wikiwix
- Bing
- Cairn
- DuckDuckGo
- E. Universalis
- Gallica
- Google
- G. Books
- G. News
- G. Scholar
- Persée
- Qwant
- (zh) Baidu
- (ru) Yandex
- (wd) trouver des œuvres sur Wikidata

| 1. | Préciser le motif de la pose du bandeau. | Précisez le motif de la pose du bandeau en utilisant la syntaxe suivante : {{admissibilité à vérifier\|date=juillet 2025\|motif=remplacez ce texte par le motif}}                            |
| 2. | Informer les utilisateurs concernés.     | Pensez à avertir le créateur de l'article, par exemple, en insérant le code ci-dessous sur sa page de discussion : {{subst:avertissement admissibilité à vérifier\|GU-Racing International}} |

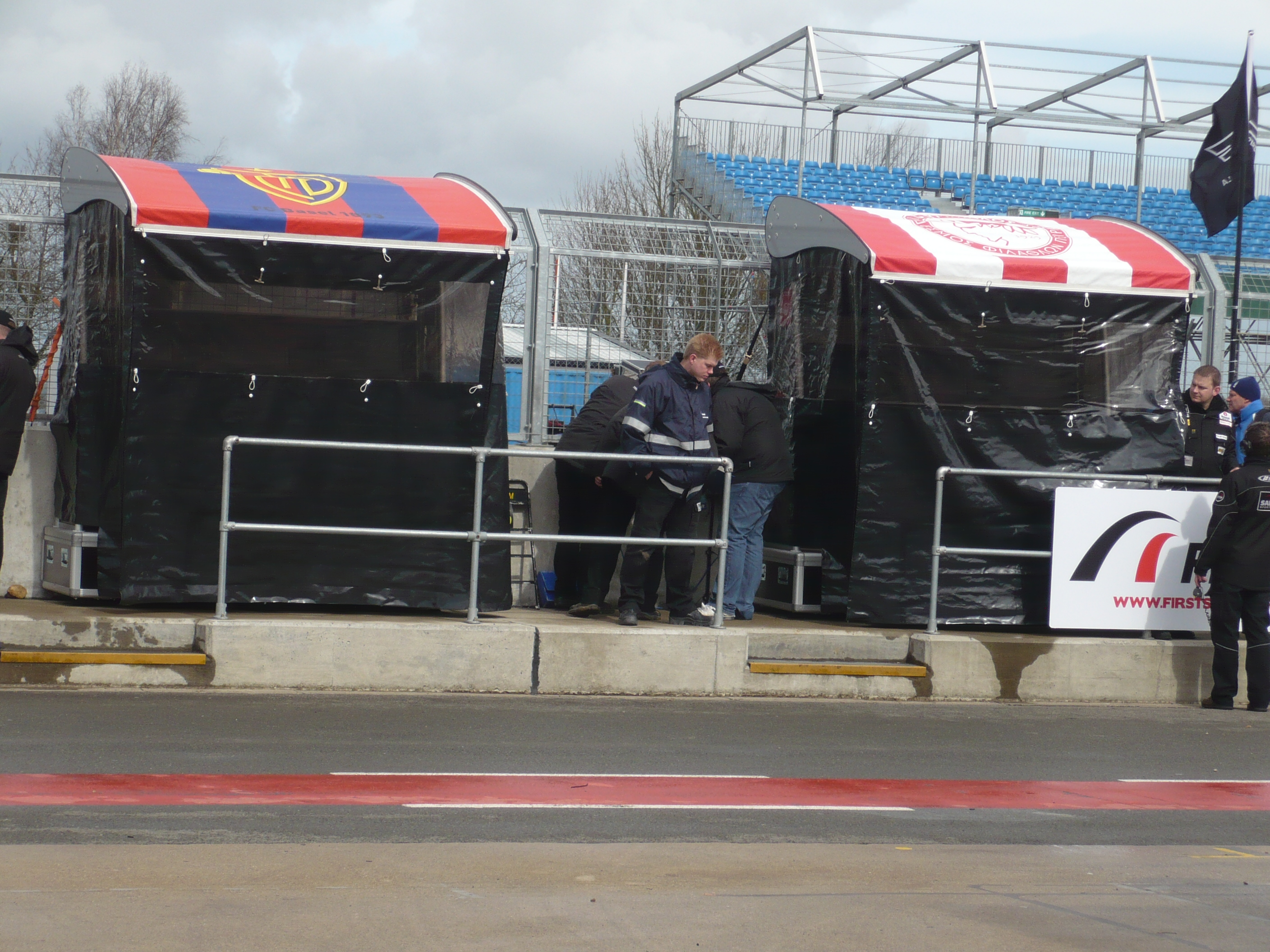
Le mur des stands GU-Racing International sur le circuit de Silverstone en 2010

GU-Racing international est une écurie allemande de sport automobile fondée en 2003 par Günther Unterreitmeier. Cette équipe a longtemps été engagée en Superleague Formula avec l'Olympiacos CFP et le FC Basel 1893.
Cette équipe a également servi de support à l'A1 Team Germany en A1 Grand Prix.
Elle s'est également tournée vers la Formule Renault et la Formule BMW.
Elle participe désormais à la Formule 3 Euro Series.

## Liens Externes
- Site Officiel